# Constante de Euler-Mascheroni

A área da região em azul converge para a constante de Euler-Mascheroni

A constante de Euler-Mascheroni  (também chamada de constante de Euler) é uma constante matemática, geralmente denotada pela letra grega gama (γ) , com múltiplas utilizações em Teoria dos números. Ela é definida como o limite da diferença entre a série harmônica e o logaritmo natural, denotado aqui por log:
{\displaystyle {\begin{aligned}\gamma &=\lim _{n\to \infty }\left(-\log n+\sum _{k=1}^{n}{\frac {1}{k}}\right)\\[5px]&=\int _{1}^{\infty }\left(-{\frac {1}{x}}+{\frac {1}{\lfloor x\rfloor }}\right)\,dx.\end{aligned}}}
Aqui, ⌊·⌋ representa a função piso.
O valor numérico da constante de Euler-Mascheroni, com 50 casas após a vírgula, é:
A constante de Euler-Mascheroni é irracional? Se for, é transcendente?

## História
A constante foi definida pela primeira vez pelo matemático suíço Leonhard Euler no artigo De Progressionibus harmonicus observationes, publicado em 1735. Euler usou a notação C para a constante, e inicialmente calculou seu valor até 6 casas decimais. Em 1761 Euler estendeu seus cálculos, publicando um valor com 16 casas decimais. Em 1790 o matemático italiano Lorenzo Mascheroni introduziu a notação γ para a constante, e tentou estender o cálculo de Euler ainda mais, a 32 casas decimais, apesar de cálculos subseqüentes terem mostrado que ele cometera erros na 20°, 22° e 32 casas decimais. (Do 20° dígito, Mascheroni calculou 1811209008239.)
Não se sabe se a constante de Euler-Mascheroni é ou não um número racional. No entanto, análises mostram que se γ for racional, seu denominador tem mais do que 10242080 dígitos (Havil, page 97).

## Convergência
Como podemos escrever:
{\displaystyle {\begin{aligned}\ln n&=[\ln n-\ln(n-1)]+[\ln(n-1)-\ln(n-2)]+\ldots +[\ln 2-\ln 1]+\ln(1)\\&=\sum _{k=2}^{n}\,[\ln k-\ln(k-1)]\end{aligned}}\,}
Como {\displaystyle \ln k-\ln(k-1)=\int _{k-1}^{k}{\frac {dx}{x}}\,}
{\displaystyle \gamma =1+\sum _{k=2}^{\infty }\left({\frac {1}{k}}-\int _{k-1}^{k}{\frac {dx}{x}}\right)}
Mostremos que a série converge uniformemente, para tal usamos a estimativa:
{\displaystyle {\frac {1}{k}}\leq \int _{k-1}^{k}{\frac {dx}{x}}\leq {\frac {1}{k-1}},k=2,3,4\ldots \,}
{\displaystyle \sum _{k=2}^{\infty }\left|{\frac {1}{k}}-\int _{k-1}^{k}{\frac {dx}{x}}\right|=\sum _{k=2}^{\infty }\left(\int _{k-1}^{k}{\frac {dx}{x}}-{\frac {1}{k}}\right)\leq \sum _{k=2}^{\infty }\left({\frac {1}{k-1}}-{\frac {1}{k}}\right)}
Essa última expressão corresponde à
{\displaystyle \sum _{k=2}^{\infty }\left({\frac {1}{k-1}}-{\frac {1}{k}}\right)=-\sum _{k=2}^{\infty }\left({\frac {1}{k}}-{\frac {1}{k-1}}\right)}
Que é a série telescópica
Dessa forma,
{\displaystyle \sum _{k=2}^{\infty }\left(\int _{k-1}^{k}{\frac {dx}{x}}-{\frac {1}{k}}\right)\leq \sum _{k=2}^{\infty }\left|{\frac {1}{k-1}}-{\frac {1}{k}}\right|=\left|-1\right|=1}

## Propriedades
O número {\displaystyle \gamma } não foi provado que seja algébrico ou transcendente, e , nem sequer se conhece se {\displaystyle \gamma } é irracional ou não. A análise de frações contínuas revela que se {\displaystyle \gamma } é racional, seu denominador deve ser da ordem de {\displaystyle 10^{242080}}. Devido ao fato de estar presente em um grande número de equações e relações, a racionalidade ou irracionalidade de {\displaystyle \gamma } está os problemas abertos mais importantes da Matemática.
A seguir estão apresentadas as relações mais importantes de {\displaystyle \gamma } com funções, séries e integrais.

### Representação Original (Euler)
Foi descoberta em 1734, por Euler, representando {\displaystyle \gamma } como uma série infinita da seguinte forma:
{\displaystyle \gamma =\sum _{k=1}^{\infty }\left[{\frac {1}{k}}-\ln \left(1+{\frac {1}{k}}\right)\right]}

### Relação com a Função Gama
Se tomarmos a função gama, derivando-a e analisando-a em 1, obtemos -{\displaystyle \gamma }. O mesmo comportamento é observado se analisarmos a função digama em 1, ou seja:
{\displaystyle -\gamma ={\Gamma }'(1)=\Psi (1)\,\!}
também como o limite:
{\displaystyle \gamma =\lim _{n\to \infty }\left[n-\Gamma \left({\frac {1}{n}}\right)\right]}
O limite relacionado com a função beta ( expressa em termos da função gama) é:
{\displaystyle -\gamma =\lim _{n\to \infty }\left[{\frac {\Gamma ({\frac {1}{n}})\Gamma (n+1)\,n^{1+{1 \over n}}}{\Gamma (2+n+{\frac {1}{n}})}}-{\frac {n^{2}}{n+1}}\right]}
e como função beta:
{\displaystyle -\gamma =\lim _{n\to \infty }\left[n^{2+{1 \over n}}\,\mathrm {B} \left(1+{\frac {1}{n}},\,n+1\right)-{\frac {n^{2}}{n+1}}\right]}

### Relação com a Função Zeta de Riemann
{\displaystyle \gamma } pode ser expresso por uma soma infinita, cujos termos envolvem a Função Zeta de Riemann para números positivos da seguinte forma:
{\displaystyle \gamma =\sum _{k=2}^{\infty }{\frac {(-1)^{k}\zeta (k)}{k}}=\log \left({\frac {4}{\pi }}\right)+\sum _{k=1}^{\infty }{\frac {(-1)^{k-1}\zeta (k+1)}{2^{k}(k+1)}}}
Outras séries relacionadas com a função zeta são:
{\displaystyle \gamma ={\frac {3}{2}}-\log 2-\sum _{k=2}^{\infty }(-1)^{k}\,{\frac {k-1}{k}}[\zeta (k)-1]=\lim _{n\to \infty }\left[{\frac {2\,n-1}{2\,n}}-\log \,n+\sum _{k=2}^{n}\left({\frac {1}{k}}-{\frac {\zeta (1-k)}{n^{k}}}\right)\right]=\lim _{n\to \infty }\left[{\frac {2^{n}}{e^{2^{n}}}}\sum _{k=0}^{\infty }{\frac {2^{k\,n}}{(k+1)!}}\sum _{t=0}^{k}{\frac {1}{t+1}}-n\,\log 2+{\mathcal {O}}\left({\frac {1}{2^{n}\,e^{2^{n}}}}\right)\right]}
O termo erro na última equação está decrescendo rapidamente em função de n . Como resultado, a fórmula se mostra bastante eficiente para cálculo de grande quantidade de dígitos da constante {\displaystyle \gamma } com extrema precisão.
Outro limite interessante relacionado com a Constante de Euler-Mascheroni e a função zeta é o limite assimétrico:
{\displaystyle \gamma =\lim _{s\to 1^{+}}\sum _{n=1}^{\infty }\left({\frac {1}{n^{s}}}-{\frac {1}{s^{n}}}\right)=\lim _{s\to 1}\left(\zeta (s)-{\frac {1}{s-1}}\right)}

### Representação com Integrais
{\displaystyle \gamma } é igual ao valor de um número determinado de integrais definidas:
{\displaystyle {\begin{aligned}\gamma &=-\int _{0}^{\infty }{e^{-x}\log x}\,dx\\{}&=-\int _{0}^{1}{\log \log \left({\frac {1}{x}}\right)}\,dx\\{}&=\int _{0}^{\infty }{\left({\frac {1}{1-e^{-x}}}-{\frac {1}{x}}\right)e^{-x}}\,dx\\{}&=\int _{0}^{\infty }{{\frac {1}{x}}\left({\frac {1}{1+x}}-e^{-x}\right)}\,dx\\\end{aligned}}}
Dentre as integrais definidas nas quais aparece a constante  {\displaystyle \gamma }  estão:
{\displaystyle \int _{0}^{\infty }{e^{-x^{2}}\log x}\,dx=-{\tfrac {1}{4}}(\gamma +2\log 2){\sqrt {\pi }}}
{\displaystyle \int _{0}^{\infty }{e^{-x}\log ^{2}x}\,dx=\gamma ^{2}+{\frac {\pi ^{2}}{6}}}
Uma expressão em que se expressa {\displaystyle \gamma } como uma integral dupla, com sua série equivalente é:
{\displaystyle \gamma =\int _{0}^{1}\int _{0}^{1}{\frac {x-1}{(1-x\,y)\log(x\,y)}}\,dx\,dy=\sum _{n=1}^{\infty }\left({\frac {1}{n}}-\log {\frac {n+1}{n}}\right)}

### Representação com Séries
Além da série original de Euler, são conhecidas outras séries,em que se inclui:
{\displaystyle \gamma =1-\sum _{k=2}^{\infty }(-1)^{k}{\frac {\lfloor \log _{2}k\rfloor }{k+1}}}
encontrada por Nielsen em 1897.
Em 1912, Vacca encontrou a seguinte série relacionada a {\displaystyle \gamma }:
{\displaystyle \gamma =\sum _{k=2}^{\infty }(-1)^{k}{\frac {\left\lfloor \log _{2}k\right\rfloor }{k}}={\tfrac {1}{2}}-{\tfrac {1}{3}}+2\left({\tfrac {1}{4}}-{\tfrac {1}{5}}+{\tfrac {1}{6}}-{\tfrac {1}{7}}\right)+3\left({\tfrac {1}{8}}-\dots -{\tfrac {1}{15}}\right)+\dots }
onde [  ] é a função piso e {\displaystyle \log _{2}} é o logaritmo de base 2 ;
Em 1926, Vacca encontrou outra série similar a anterior:
{\displaystyle \gamma +\zeta (2)=\sum _{k=1}^{\infty }{\frac {1}{k\lfloor {\sqrt {k}}\rfloor ^{2}}}=1+{\tfrac {1}{2}}+{\tfrac {1}{3}}+{\tfrac {1}{4}}\left({\tfrac {1}{4}}+\dots +{\tfrac {1}{8}}\right)+{\tfrac {1}{9}}\left({\tfrac {1}{9}}+\dots +{\tfrac {1}{15}}\right)+\dots }
que também pode ser escrita como:
{\displaystyle \gamma =\sum _{k=2}^{\infty }{\frac {k-\lfloor {\sqrt {k}}\rfloor ^{2}}{k^{2}\lfloor {\sqrt {k}}\rfloor ^{2}}}={\tfrac {1}{2^{2}}}+{\tfrac {2}{3^{2}}}+{\tfrac {1}{2^{2}}}\left({\tfrac {1}{5^{2}}}+{\tfrac {2}{6^{2}}}+{\tfrac {3}{7^{2}}}+{\tfrac {4}{8^{2}}}\right)+{\tfrac {1}{3^{2}}}\left({\tfrac {1}{10^{2}}}+\dots +{\tfrac {6}{15^{2}}}\right)+\dots }
As últimas 2 séries podem ser obtidas através da manipulação da Integral de Catalão( ver Sondow e Zudilin)
{\displaystyle \gamma =\int _{0}^{1}{\frac {1}{1+x}}\sum _{n=1}^{\infty }x^{2^{n}-1}\,dx}

### Representação em forma de fração contínua
A representação de {\displaystyle \gamma } em termos de fração contínua é:
{\displaystyle \gamma =0+{\cfrac {1}{1+{\cfrac {1}{1+{\cfrac {1}{2+{\cfrac {1}{1+{\cfrac {1}{\ \ddots \ {}}}}}}}}}}}}
mais precisamente:
{\displaystyle \gamma =[0;1,1,2,1,2,1,4,3,13,5,1,1,8,1,2,4,1,1,40,...]\,} (sequência A002852 na OEIS).